# سید محمدصادق روحانی
سید محمدصادق حسینی روحانی (۲۴ تیر ۱۳۰۵ – ۲۵ آذر ۱۴۰۱) از مراجع تقلید شیعه اهل ایران بود. او در سن ۱۴ سالگی به درجه اجتهاد رسید و از شاگردان مشهور سید ابوالقاسم خویی به‌شمار می‌رفت. او تا آخر عمرش در قم اقامت داشت. روحانی پس از مخالفت با معرفی حسینعلی منتظری به قائم مقامی رهبر در سال ۱۳۶۴ به مدت پانزده سال در حصر خانگی به سر برد، البته این حبس حتی پس از عزل حسینعلی منتظری از قائم مقامی ادامه داشت و بیت منتظری دخالتی در این حصر خانگی نداشت.

## اوایل زندگی و تحصیلات

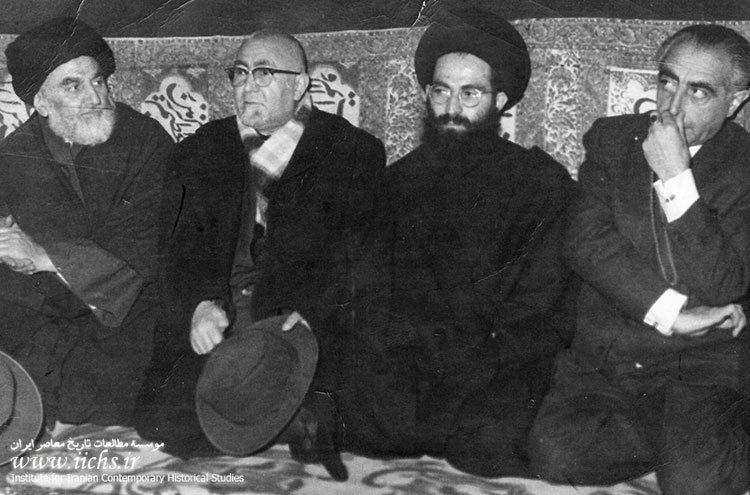
از راست: علی امینی، صادق روحانی، و بدیع‌الزمان فروزانفر در مجلس ختم محمود روحانی در مسجد اعظم قم - مرداد ۱۳۴۴

او در محرم سال ۱۳۴۵ قمری (برابر با ۱۳۰۵ هجری خورشیدی، و تابستان ۱۹۲۶ میلادی) در شهر قم متولد شد.
پدرش سید محمود روحانی قمی از استادان حوزهٔ علمیه قم است که در سال ۱۳۰۷ (هجری قمری) در قم به‌دنیا آمد، جدّ او «سید صادق قمی» از مراجع تقلید و از شاگردان شیخ انصاری بود.
وی دروس پایهٔ ادبیات عرب را در قم نزد پدرش فرا گرفت. سپس در سال ۱۳۵۵ (قمری) در سن ۱۰ سالگی به همراه برادر بزرگترش برای استفاده از استادان بزرگ و نام‌آور حوزهٔ علمیه نجف، راهی نجف شد و دورهٔ چند سالهٔ دروس «سطح» را در مدت یک سال به اتمام رساند و به امتحان و توصیهٔ خویی در سن ۱۱ سالگی وارد درس خارج فقه و اصول شد.
عمدهٔ استادان او عبارت‌اند از:
- محمدکاظم شیرازی
- محمدحسین غروی اصفهانی
- آقا ضیاءالدین عراقی
- سید ابوالحسن اصفهانی
- محمدرضا آل یاسین
- سید ابوالقاسم خویی
- سید حسین طباطبایی بروجردی

روحانی پس از مدت کوتاهی که در دروس سید ابوالقاسم خویی شرکت کرد، با خواندن دروس اصول و فقه، آنان را برای عده‌ای از طلاب و علاقه‌مندان به دروس حوزوی، تدریس می‌کرد. او در اواخر سال ۱۳۲۹ (خورشیدی) وارد قم شد و در اوایل سال ۱۳۳۰ (خورشیدی) به تدریس دروس خارج فقه و اصول در صحن فاطمه معصومه پرداخت.

## مرجعیت
بعد از ورودش از حوزه علمیه نجف و شروع به تدریس درس خارج فقه و اصول و با توجه به نگارش کتاب فقه‌ الصادق بعد از مرگ سید حسین طباطبایی بروجردی به پیشنهاد مدرسین، رسالهٔ عملیه او منتشر شد. طبق آنچه در کتابخانه ملی ایران موجود است، اولین چاپ رسالهٔ توضیح‌المسائل او مربوط به سال ۱۳۴۰ (خورشیدی) است. در حوزویان معروف است که دو بار سید حسین طباطبایی بروجردی در درس خارجش از کتاب فقه الصادق نقل قول کرده‌ است.

## فعالیت‌های سیاسی

### گرفتن فتوای ترور احمد کسروی
به گفتهٔ صادق روحانی، او پس از صحبت با نواب صفوی در نجف، از ابوالقاسم خویی و سید حسین طباطبایی قمی برای ترور احمد کسروی به دست گروه فداییان اسلام فتوا گرفته است.

### حصر خانگی
سید محمدصادق روحانی در آذر ماه ۱۳۶۴ در جلسهٔ درسش دو نوبت به نحوهٔ تعیین حسینعلی منتظری به‌عنوان قائم مقام رهبری توسط مجلس خبرگان رهبری اعتراض کرد، و متعاقب آن ۱۵ سال در حبس خانگی در قم به سر برد. در مقابل، حسینعلی منتظری در کتاب خاطراتش که در سال ۱۳۷۹ منتشر شده نوشته که اولاً تعطیل درس و حصر آقای روحانی بدون اطلاع وی بوده، ثانیاً او بلافاصله به محمد محمدی ری‌شهری وزیر اطلاعات اعتراض و صریحاً مخالفت خود را با حصر روحانی اعلام کرده، از حق اظهار نظر او دفاع نموده‌است. اما ری‌شهری به مخالفت منتظری توجهی نکرده‌است. منتظری علاوه بر آن نادرست بودن حصر، حسن قمی و صادق روحانی را از طریق احمد خمینی به روح‌الله خمینی تذکر داده‌است.  منتظری در پاسخ به سؤالات فرزندش سعید منتظری در سال ۱۳۸۵ که پس از درگذشتش و در سال ۱۳۹۰ منتشر گردید انتساب این مسئله به خودش را اکیداً رد کرده نوشته‌است: «آقای روحانی حدود سیزده سال در حصر خانگی قرار داشت، که حدود سه سال و نیم آن در زمان قائم مقامی من بود. جای این سؤال باقی است که اگر حصر ایشان به دستور من بوده، چرا پس از کنار رفتن و خانه نشین شدن من، حصر ایشان برطرف نگردید و ایشان نزدیک به ده سال دیگر در حصر قرار داشتند؟ اگر ایشان به صرف مخالفت با قائم مقامی اینجانب محصور شدند، پس آقایان -مطابق دیدگاه خودشان- باید به ایشان جایزه می‌دادند، چرا که در نهایت با ایشان هم نظر شدند بلکه ایشان زودتر به این نتیجه رسیده و مخالفت خود را اظهار کرده بود؛ نه این که ده سال دیگر حصر او را ادامه دهند! من فکر می‌کنم مسئله مخالفت ایشان با قائم مقامی من دستاویزی بود.» اکبر هاشمی رفسنجانی در خاطراتش تأیید کرده که حصر روحانی توسط ری‌شهری صورت گرفته‌است: «شب آقای ری‌شهری [وزیر اطلاعات] به منزل آمد… در مورد آقای سید صادق روحانی که با قائم مقامی رهبری منتظری مخالفت کرده، تصمیم به تعقیب محدود او گرفته‌اند. گفتم صلاح نیست.».

نامه ایندرا گاندی به صادق روحانی

ترجمه نامه ایندرا گاندی به صادق روحانی

## برخی نظرات
متن پاسخ روحانی در رابطه با آزار حیوانات: (در کتاب فقه الصادق، ج۳۳، ص۴۹۰، فصلی را عنوان کرده‌ایم "تبع الروایات مرویه از ائمه اطهار"؛ اولین مطلب: نفقه حیوان مملوک، بر صاحبش واجب است و حیوان اگر رها شود، خودش نفقه را پیدا می‌کند در صورتیکه کافی نباشد بر مالکش واجب است حتی زنبور عسل که به مقتضای روایات باید مقداری از عسل در محل باقی بگذارند برای تغذیه آنها. در روایات نبوی، روایتی است از پیامبر اسلام فرمود: در آتش جهنم دیدم یک گربه‌ای را که به صاحبش حمله می‌کند و او را چنگ می‌زند. گفتند: این گربه در خانه او بوده طعام به او نداده گرسنه مانده‌است و رها هم نمی‌کرده‌است آن را تا از جای دیگر خوراک تهیه کند. باز فرموده‌است پیغمبر اکرم: برای دابه [جنبنده، ستور] بر صاحبش حقوقی است؛ هر وقت از او پیاده شد، ابتدا علف به او بدهد و آب به او نشان دهد تا بیاشامد و با تازیانه به صورت آن نزند و حدی فوق طاقت به آن تحمیل [نکند] و روایات خیلی زیاد است که مستفاد از آنها است که به هر عنوان (سیرک) یا غیر آن اذیت آنها و کشتنشان جایز نیست و کوتاهی در خوراک آنها از محرمات مسلم است و چنانچه مایل به بیشتر باشید به فقه الصادق رجوع کنید.)
او عقیده دارد که از مرجع تقلید فوت شده نمی‌توان تقلید کرد. بدین معنا که با فوت یک مرجع تقلید، مقلدین آن مرجع باید به یک مرجع تقلید اعلم آن‌زمان مراجعه و در مسائل شرعی از او تقلید کنند.
وی در رابطه با ازدواج «دختر باکره» اجازه و اذن پدر را شرط نمی‌دانند و معتقد است که دختر «بالغه و رشیده» می‌تواند بدون اذن پدر ازدواج دائم یا موقت داشته باشد.
همچنین در خصوص لطمه زدن به صورت و با قمه خود را مجروح کردن در عزاداری محرم، وی آن را جائز و مستحسن دانسته‌ است.

## زندگی شخصی
فرزند او، سیدکاظم روحانی همسر نفیسه اشراقی نوهٔ دختری روح‌الله خمینی بوده‌است که طبق گفته بیت اشراقی در آبان ۱۳۷۴ از همدیگر جدا شدند. زهرا دختر سیدکاظم هم با پسر محسن هاشمی رفسنجانی و نوه اکبر هاشمی رفسنجانی، ازدواج کرده‌است که این وصلت باعث اعتراض روحانی شد. سید هادی خسروشاهی داماد روحانی بود.

## تألیفات
از تألیفات روحانی می‌توان به موارد زیر اشاره کرد:
| - فقه الصادق (۴۱ جلد) - زبدة الاصول (۶ جلد) - منهاج الفقاهه (۶ جلد) - المسائل المستحدثه - تعلیق بر منهاج الصالحین (۳ جلد) - تعلیق بر عروة الوثقی (۲ جلد) - تعلیق بر وسیلة النجاة (۲ جلد) - رساله در لباس مشکوک - رساله در قاعده لاضرر - الجبر و الاختیار - رساله در قرعه - مناسک الحج - المسائل المنتخبه - رساله در فروع العلم الاجمالی | - الاجتهاد و التقلید - القواعد الثلاثة - «شرح مناسک الحج و العمره» - «اجوبه المسایل الاعتقادیه» (۲ جلد) - اللقاء الخاص (به‌زبان عربی) _ استفتائات - رساله توضیح المسائل - تحقیقی در مورد جبر و اختیار - نظام حکومت در اسلام (به‌زبان فارسی و ترکی و اردو) - مناسک حج - منتخب احکام - استفتائات قوه قضائیه و مؤسسه حقوقی وکلای بین‌الملل - احکام فقهی مسائل روز - استفتائات (پرسش و پاسخ‌های مسائل شرعی) تاکنون در ۸ جلد منتشر شده - الف سؤال و جواب | - اجوبة المسایل (۲ جلد) - التقلید و العقاید - الطهارة - فضایل و مصایب حضرت زهرا - فضایل و مصایب حضرت زهرا - امام زمان از ولادت تا ظهور - عاشورا و قیام امام حسین - خاتم پیامبران و امیر مؤمنان و مقام معصومین - امر به معروف و نهی از منکر - راه سعادت - قربان الشهادة - فقه الاجتهاد و التقلید - استفتایات قضایی _ پاسخ به ۶۰۰ سؤال حقوقی و جزایی |